# Koengen (hala widowiskowa)
Koengen to obecnie hala koncertowa, która dawniej była używana przez wojsko. Znajduje się w pobliżu średniowiecznych ruin fortecy Bergenhus, oraz w niewielkiej odległości od Bergen w Norwegii.
Pojemność hali to 22 000 widzów. Wśród wielu artystów którzy odwiedzili w ostatnich latach Koegen są takie gwiazdy jak: David Bowie, Black Sabbath, Kiss, Iron Maiden, Metallica, Neil Young, Foo Fighters, P!nk, Anastacia, Elton John, Eric Clapton, Sting, the Rolling Stones, Alice in Chains oraz R.E.M.